# 細胞活性装置
細胞活性装置（さいぼうかっせいそうち）とは、SF小説「宇宙英雄ローダン」シリーズに登場する架空の特殊な装置。
保持者の細胞の固有周波に合わせて五次元振動を発し、遺伝子を永遠に活性化させると同時に疲労物質や毒素の蓄積を防いで老化を停止させ、保持者を相対的不死の状態にする。シリーズ初期に登場した細胞シャワーに代わるもの。
装置は人工惑星ワンダラーを住まいとする超知性体“それ”から供与され、首からかけるか胸に直接埋め込むかで装着する。装置はローダンとアトランが持つものはそれぞれに合わせた調整がされているが、2326年に“それ”が正体不明の危機から逃れる際に太陽系帝国の要人達のために銀河系にばらまいた25個の装置（そのうちの21個が発見されるか破壊されるかした）は保持者に同調して調整がなされるという仕組みになっている。
これらの他、アンドロメダ星雲の「島の王」たちも細胞活性装置を保持していた。登場時は古レムール人が開発したという設定だったが、後のサイクルでそれと矛盾する記述があるらしい。

## 細胞活性装置所持者一覧
公会議サイクル終了時(3460年)のデータ。
| 装置 ナンバー                  | 氏名                             | 生年       | 取得年   | 死亡年 （存命者は空欄）     |
| ------------------------------ | -------------------------------- | ---------- | -------- | --------------------------- |
| I                              | アトラン                         | BC9020年   | BC8980年 |                             |
| II                             | トマス・カーディフ               | 2020年     | 2103年   | 2103年                      |
| II                             | ペリー・ローダン                 | 1936年     | 2103年   |                             |
| 1                              | レジナルド・ブル                 | 1938年     | 2326年   |                             |
| 2                              | アラン・D・マーカント            | 1916年     | 2326年   | 2909年 喪失                 |
| 3                              | ジュリアン・ティフラー           | 1961年     | 2326年   |                             |
| 4                              | ホーマー・G・アダムス            | 1918年     | 2326年   |                             |
| 5                              | フェルマー・ロイド               | 1945年     | 2326年   |                             |
| 6                              | ラス・ツバイ                     | 1947年     | 2326年   |                             |
| 7                              | ジョン・マーシャル               | 1945年     | 2326年   | 2909年                      |
| 7                              | ジェヴォレニー・タツトゥン       | ?          | 2909年   | 3330年                      |
| 7                              | リバルド・コレッロ               | 2909年     | 3330年   |                             |
| 8                              | ローリー・マルテン               | 2015年     | 2326年   | 2436年                      |
| 8                              | ジェフリー・アベル・ワリンジャー | 2403年     | 2436年   |                             |
| 9                              | アンドレ・ノワール               | 1945年     | 2326年   | 2909年                      |
| 9                              | ガルブレイス・デイトン           | 2869年     | 2909年   |                             |
| 10                             | イラチオ・ホンドロ               | 2276年     | 2326年   | 2329年                      |
| 10                             | モリー・アブロ                   | 2304年     | 2329年   | 2931年                      |
| 10                             | グッキー                         | ?          | 2931年   |                             |
| 11                             | タマ・ヨキダ                     | 1945年     | 2326年   | 2909年                      |
| 11                             | サルモン・ダブリファ             | ?          | 2909年   | 3434年                      |
| 11                             | オヴァロン                       | BC200042年 | 3434年   |                             |
| 12                             | ウリウ・セング                   | 1945年     | 2326年   | 2909年                      |
| 12                             | ティーパ・リオルダン             | 2784年     | 2909年   |                             |
| 13                             | キタイ・イシバシ                 | 1945年     | 2326年   | 2909年                      |
| 13                             | ノス・ヴィゲランド               | ?          | 2909年   |                             |
| 14                             | ラルフ・マルテン                 | 1945年     | 2326年   | 2909年                      |
| 14                             | ルネメ・シルテル                 | ?          | 2909年   |                             |
| 15                             | ソン・オークラ                   | 1945年     | 2326年   | 2909年                      |
| 15                             | テルセル・フラスカーティ         | 2733年     | 2909年   |                             |
| 16                             | イワン・イワノヴィッチ・ゴラチン | 1950年     | 2326年   | 3432年 所有者なし           |
| 17                             | ベティ・タウフリー               | 1945年     | 2326年   | 2909年 所有者なし           |
| 18                             | タコ・カクタ                     | 1945年     | 2326年   | 2909年                      |
| 18                             | バルトン・ウィト                 | 3080年     | 3460年   |                             |
| 19                             | アンネ・スローン                 | 1945年     | 2326年   | 2326年                      |
| 19                             | エブロロ                         | ?          | 2326年   | 2326年 喪失                 |
| 20                             | アルノ・カルプ                   | 2050年     | 2326年   | 2440年 喪失                 |
| 21                             | ロナルド・テケナー               | 2373年     | 2409年   |                             |
| 22-25                          | 未発見                           | 未発見     | 未発見   | 未発見                      |
| 不明 （2-9、11-20 のいずれか） | ヘンドリック・ヴォーナー         | ?          | 2326年   | （2326年譲渡、 本人も生存） |